# All Fall Down (álbum de The 77s)
| Críticas profissionais | Críticas profissionais |
| Avaliações da crítica  | Avaliações da crítica  |
| Fonte                  | Avaliação              |
| ---------------------- | ---------------------- |
| Allmusic               | [ 1 ]                  |

All Fall Down é o título do segundo álbum de The 77s, lançado em 1984 pela extinta gravadora Exit Records.

## Lista de faixas
| Lado 1 |                             |         |  |
| N.º    | Título                      | Duração |  |
| 1.     | "Ba-Ba-Ba-Ba"               |         |  |
| 2.     | "Under The Heat"            |         |  |
| 3.     | "Mercy Mercy"               |         |  |
| 4.     | "You Don't Scare Me"        |         |  |
| 5.     | "Make A Difference Tonight" |         |  |

| Lado 2 |                                 |         |  |
| N.º    | Título                          | Duração |  |
| 1.     | "Caught In an Unguarded Moment" |         |  |
| 2.     | "Someone New"                   |         |  |
| 3.     | "Somethings Holding On"         |         |  |
| 4.     | "Your Pretty Baby"              |         |  |
| 5.     | "Another Nail"                  |         |  |

| Faixa bônus |                                             |         |  |
| N.º         | Título                                      | Duração |  |
| 1.          | "Locked Inside This Moment" (versão balada) |         |  |
| 2.          | "Locked Inside This Moment" (versão rock)   |         |  |
| 3.          | "Someone New" (versão 12")                  |         |  |
| 4.          | "Jesus"                                     |         |  |
| 5.          | "Tattoo"                                    |         |  |

- Faixas bônus são originalmente encontrados no CD do box set 123.